# Ministère des Affaires intérieures (Géorgie)
Pour les articles homonymes, voir Ministère de l'Intérieur et Ministère des Affaires intérieures.
Le Ministère des affaires intérieures de Géorgie (en géorgien: საქართველოს შინაგან საქმეთა სამინისტრო), abrégé en MAI (შსს), est un organisme d'État chargé de l'application des lois en Géorgie. Son bureau principal se situe à Tbilissi.
Le ministère des Affaires intérieures et son ministre sont membres du gouvernement géorgien. Il est responsable devant le gouvernement et remplit les tâches qui lui sont imposées par celui-ci ou par le Premier ministre.
Depuis le 8 septembre 2019, le ministre des Affaires intérieures est Vakhtang Gomelaouri.

## Histoire
Après avoir gagné son indépendance le 26 mai 1918, la République démocratique de Géorgie forme le premier ministère des Affaires intérieures du pays. Ses principales tâches comprennent alors la lutte contre les rassemblements contre-révolutionnaires et la propagande bolchevique, la lutte contre le détournement de fonds publics, etc.
Le 25 février 1921, la Russie soviétique envahit la Géorgie, l'annexe au sein de l'URSS et dissous le ministère indépendant des Affaires intérieures. Par décision du Comité révolutionnaire géorgien, le Commissariat du peuple aux affaires intérieures de Géorgie est créé le 6 mars 1921. Par décret du Présidium du Conseil suprême de la RSS de Géorgie, le Commissariat du peuple aux affaires intérieures et le Commissariat du peuple à la sécurité de l'État ont fusionné pour devenir le Commissariat du peuple aux affaires intérieures le 8 août 1941.
Après la mort de Staline, le Conseil suprême de la RSS de Géorgie adopte une loi sur la transformation des ministères d'État géorgiens le 15 avril 1953. Selon la nouvelle loi, le ministère de la Sécurité d'État est converti en ministère des Affaires intérieures de la RSS de Géorgie. Le 10 avril 1954, par décret du Présidium du Conseil suprême de la RSS de Géorgie, le Comité de sécurité d'État (KGB) du Conseil des ministres de la RSS de Géorgie est fondé.
Le 18 septembre 1962, en vertu du décret du Conseil suprême de la RSS de Géorgie, le ministère des Affaires intérieures de la RSS de Géorgie est devenu le ministère de la Sécurité publique. Le 19 novembre 1968, l'agence retrouve son ancien nom, le ministère des Affaires intérieures. À la suite de l'indépendance de la Géorgie en 1991, le ministère est chargé d'imposer l'ordre public à travers le pays et doit faire face à un coup d'État (1991-1992), des conflits séparatistes en Abkhazie (1992-1993) et Ossétie du Sud (1990-1992) et une guerre civile en Géorgie occidentale (1993).
Depuis l'introduction de vastes réformes sur l'application des lois géorgiennes en 2003, le Ministère de la Sécurité d'État, scandaleux pour son implication dans une tentative d'assassinat du président Edouard Chevardnadze en 1995, est intégré au sein du Ministère des affaires intérieures. À la suite des réformes de 2015, le gouvernement entreprend une séparation organisationnelle et institutionnelle de la police et des services de sécurité de l'État et forme un service de sécurité d'État indépendant.

## Projets et réformes

### La police de patrouille
La police de patrouille est le département du MAI officiellement au service de la société civile qui assure la sécurité de chaque citoyen. Les principales fonctions du département sont la protection de l'État et de l'ordre public, ainsi que la réponse aux violations de la loi et à toute autre menace possible et leur prévention, la protection physique et morale des personnes contre toute action illégale et la protection de la sécurité routière en participant à la circulation, la surveillance du respect des règles de circulation routière et la mise en œuvre des mesures de prévention des accidents de la route.
Ses fonctions comprennent également la lutte contre la migration illégale, sa détection et son élimination dans les limites de sa compétence.

### Protection des droits de l'homme
Le Département de la Protection des Droits de l'Homme est créé par le ministre Guiorgui Gakharia en janvier 2018. Le Département a la responsabilité d'assurer une réponse rapide et une enquête efficace sur les cas de violence domestique, violence contre les femmes, délits de discrimination et les délits commis par et contre des mineurs. La directrice du Département est Londa Toloraïa depuis sa fondation.

### 112
Afin d'établir un système de gestion des situations d'urgence, le MAI établit un numéro d'urgence commun, « 112 » en 2012. Le « 112 » reçoit des rapports sur la nécessité de diverses aides urgentes à travers le pays et les transmet aux services appropriés en Mode 24/7. Le « 112 » est l'entité juridique de droit public du MAI et permet aux Géorgiens de contacter la police, les pompiers et les services médicaux d'urgence.

## Divisions spéciales
Le MAI déploie de nombreuses sous-branches désignées pour les situations de crise et d'urgence extraordinaires. Il s'agit notamment de mesures spéciales et de capacités de déploiement rapide pour des événements particuliers, tels que des troubles ou des guerres biologiques et chimiques utilisées contre la population civile par des entités hostiles. L'agence de gestion des urgences, spécialement chargée de ces derniers événements, est chargée de faire face à tout type de catastrophe d'origine humaine ou naturelle.
Le Département des tâches spéciales (DTS) à la responsabilité d'intervenir rapidement afin de maintenir l'ordre public en tant que force opérationnelle d'appui à toutes les autres divisions. Ses unités ont diverses autres obligations, dont la protection du pipeline Bakou-Supsa. Le DTS a aussi la capacité d'effectuer des opérations de combat dans un rôle de soutien pour les forces armées de Géorgie, comme il l'a fait lors de la Deuxième guerre d'Ossétie du Sud. La sécurité globale des pipelines relève aussi de la responsabilité générale du Département de la protection stratégique des pipelines (DPSP).
La principale force chirurgicale contre le crime et le terrorisme est le Département anti-criminalité (DAC) et le Centre spécial d'urgence et d'opérations (CSUO). Le Counterterrorism Center, qui opère avec l'aide des États-Unis, est transféré au Service de Sécurité d'État lors de sa création en 2015.
Les structures ont une histoire de coopération intensive avec l'ONU, l'OSCE, l'OTAN et d'autres organisations internationales dans le domaine du partage d'informations concernant le terrorisme et les questions législatives.

## Responsabilités officielles
- Prendre des mesures préventives en vue de lutter contre la criminalité et d'autres délits ;
- Détection et réponse aux délits ;
- Protection et contrôle de la frontière d'État (y compris la frontière maritime) ;
- Protection des pipelines stratégiques ;
- Prévention et lutte contre la migration illégale ;
- Octroi de licences, de permis et d'enregistrement ;
- Assurer la sécurité routière ;
- Exécution d'activités de recherche et de sauvetage ;
- Exécution des activités dans l'état d'urgence et en temps de guerre ;
- Mettre en œuvre des mesures de protection civile en cas d'urgence ;
- Exécution d'activités médico-légales ;
- Formation du personnel de police et de sécurité de l'État.

## Organisation
Le ministère est divisé en différentes unités structurelles: départements, divisions et unités structurelles sous la forme d'entités juridiques de droit public. Le ministère est dirigé par le ministre (Vakhtang Gomelaouri) et 6 sous-ministres :
- Kakhaber Sabanidzé
- Nino Djavakhadzé
- Nino Tsatsiachvili
- Guiorgui Boutkhouzi
- Vladimer Bortsvadzé
- Iosseb Tchelidzé

### Unités
- Administration du ministère
- Inspection générale
- Département économique
- Département de logistique
- Département de la gestion des ressources humaines
- Département de criminalistique médico-légale
- Département d'information et d'analyse
- Département central de police criminelle
- Service de police de patrouille
- Département des relations internationales
- Département de détention provisoire
- Département des communications stratégiques
- Département d'audit interne
- Département opérationnel
- Département des migrations
- Département légal
- Département de la protection stratégique des pipelines
- Département des tâches spéciales
- Département de la protection des installations
- Centre d'opérations conjoint
- Département de la protection des droits de l'homme[2],[8]

### Divisions territoriales
- Département de police de la République autonome d'Abkhazie
- Département de police de la République autonome d'Adjarie
- Département de police de Tbilissi
- Département de police de Mtskheta-Mtianeti
- Département de police de Shida Kartli
- Département de police de Kvemo Kartli
- Département de police de Kakhétie
- Département de police de Samtskhé-Djavakhétie
- Service de police d'Iméréthie et de Ratcha-Lechkhumi-et-Kvemo Svaneti
- Département de police de Gourie
- Service de police de Samegrelo-Zemo Svaneti[2]

### Autres
- Académie du Ministère des Affaires Intérieures
- Service de police de sécurité
- 112
- Agence de service
- Service de santé
- Département des réserves matérielles de l'État
- Police des frontières de Géorgie[9],[2]

## Liste des ministres

### République démocratique de Géorgie
- 26 mai 1918 - 17 mars 1921 : Noé Ramichvili

### Géorgie soviétique
- 15 juillet - 11 novembre 1934 : Davit Kiladzé
- 11 novembre 1934 - 14 novembre 1938 : Sergo Goglidzé
- 19 novembre 1938 - 26 février 1941 : Avksenti Rapava (première fois)
- 26 février - 31 juillet 1941 : Varlam Kakoutchaïa (première fois)
- 31 juillet 1941 - 7 mai 1941 : Avksenti Rapava (seconde fois)
- 7 mai 1941 - 8 avril 1952 : Grigori Karanadzé
- 29 mai 1952 - 16 mars 1953 : Vakhtang Loladzé
- 16 mars - 21 mars 1953 : Alexandre Kotchlachvili
- 21 mars - 10 avril 1953 : Varlam Kakoutchaïa (seconde fois)
- 10 avril - 30 juin 1953 : Vladimer Dekanozov
- 20 juillet 1953 - 26 mars 1954 : Aleksi Inaouri
- mai 1954 - décembre 1958 : Vladimer Djandjghava
- 18 novembre 1958 - 16 août 1961 : Ivan Gharibachvili
- 16 août 1961 - 22 mai 1965 : Otar Kavtaradzé
- 22 mai 1965 - 1972 : Edouard Chevardnadze (première fois)
- 18 août 1972 - 26 mai 1979 : Constantin Ketiladzé
- 26 mai 1979 - 21 janvier 1986 : Gouram Gvetadzé
- 22 janvier 1986 - 23 novembre 1990 : Chota Gorgodzé

### République de Géorgie
- 23 novembre 1990 - décembre 1991 : Dilar Khabouliani
- décembre 1991 - janvier 1992 : Davit Salaridzé
- janvier 1992 - novembre 1992 : Roman Gventsadzé
- novembre 1992 - septembre 1993 : Temour Khatchiachvili
- septembre 1993 - 31 mars 1994 : Edouard Chevardnadze (seconde fois)
- 31 mars 1994 - 2 septembre 1995 : Chota Kviraïa
- 2 septembre 1995 - 2001 : Kakha Targamadzé
- 2001 - novembre 2003 : Koba Nartchemachvili

### Depuis 2003
- novembre 2003 - 7 juin 2004 : Guiorgui Baramidze
- 7 juin - 17 décembre 2004 : Irakli Okrouachvili
- 18 décembre 2004 - 4 juillet 2012 : Vano Merabichvili
- 4 juillet - 20 septembre 2012 : Batchana Akhalaïa
- 20 septembre - 25 octobre 2012 : Ekateriné Zgouladzé
- 25 octobre 2012 - 30 novembre 2013 : Irakli Gharibachvili
- 30 novembre 2013 - 23 janvier 2015 : Alexandre Tchikaïdzé
- 26 janvier - 3 août 2015 : Vakhtang Gomelaouri (première fois)
- 3 août 2015 - 13 novembre 2017 : Guiorgui Mghebrichvili
- 13 novembre 2017 - 8 septembre 2019 : Guiorgui Gakharia
- Depuis le 8 septembre 2019 : Vakhtang Gomelaouri (seconde fois)